# بنیادهای جامعه باز
بنیادهای جامعه باز (OSF)، با نام سابق مؤسسه جامعه باز که گاهی بنیاد سوروس گفته می‌شود، یک شبکه‌ حامی مالی است که جرج سوروس آن را در آوریل ۱۹۹۳ بنیان نهاده و ریاست هیئت مدیره آن را برعهده دارد. بنیادهای جامعه باز از جریان‌ها و گروه‌های جامعه مدنی در سراسشبرد  و با هدف پیش‌برد عدالت، آموزش، سلامت عمومی و رسانه‌های مستقل حمایت می‌کنند. نام این گروه‌ برگرفته از کتاب جامعه باز و دشمنان آن از کارل پوپر است که در سال ۱۹۴۵ منتشر شد.

نام نمای بنیاد جامعه باز و بنیاد سوروس

این گروه  شامل جمعی از بنیادهای کشوری و منطقه‌ای مانند ابتکار جامعه باز برای غرب آفریقا، و ابتکار جامعه باز برای جنوب آفریقا است، شاخه‌هایی در ۳۷ کشور دارد. مقر مرکزی بنیاد جامعه باز و بنیاد سوروس در پلاک‌ ۲۲۴ خیابان پنجاه و هفتم غربی در نیویورک است.
در سال ۲۰۱۸ این گروه اعلام کرد، در پاسخ به تصویب قانونی توسط حکومت مجارستان که فعالیت‌های این بنیاد را هدف قرار می‌دهد، دفترش در بوداپست را می‌بندد و به برلین نقل مکان می‌کند.
جرج سوروس در ماه اکتبر ۲۰۱۷ مبلغ ۱۸ میلیارد دلار از دارایی شخصی خود را در اختیار بنیاد سوروس قرار داد و مؤسسه با دریافت این مبلغ بعد از بنیاد خیریه بیل و ملیندا گیتس، از لحاظ منابع مالی به دومین بنیاد خیریه در آمریکا تبدیل شد.
سخنگوی سوروس گفته‌است که او در نظر دارد بخش عمده ثروت خود را نیز برای این بنیاد به ارث باقی بگذارد.

## انتقادات
1. مخالفان این بنیاد مدعی‌اند که بنیاد سوروس با فعال کردن مراکز مطالعاتی در کشورهای مختلف و سپس با ارزیابی مخالفان دولت مرکزی و حمایت از مطبوعات مخالف دولت، زمینه را برای انقلابی آرام یا نرم (انقلاب‌های مخملی) و به شکست کشاندن قدرت ها یا  حکومت‌ها را فراهم کرده‌ است. عمده‌ترین فعالیت‌های این بنیاد، در حوزهٔ کشورهای آسیای میانه و قفقاز مانند: ایران و گرجستان است.[۹][۱۰]
2. برخی از صاحب‌نظران انتشار کتاب‌هایی را از قبیل «مرزها و برادران، ایران و چالش هویت آذربایجانی»،[۱۱] نمونه‌ای از اقدامات آشکار بنیاد سوروس در تئوریزه کردن جنگ قومیتی در ایران خوانده‌اند.[۱۲]

## فعالیت در کشورها
بنیاد سوروس در بیش از ۳۰ کشور جهان از جمله: جمهوری‌های آذربایجان، ارمنستان، ازبکستان، اوکراین، تاجیکستان، روسیه، گرجستان، قرقیزستان، قزاقستان و مولداوی دارای نمایندگی‌های فعال است.
رئیس بنیاد سوروس دربارهٔ نقش بنیاد در تحولات گرجستان اعلام کرده‌است: «آن طور که به وی نسبت براندازی داده‌اند، نیست و در مورد وی اغراق شده‌‌است.»
برخی گفته‌ها حاکی از آن است که جنبش سبز در ایران نیز به فعالیت‌های سوروس در خاورمیانه مرتبط بوده است. ولی این مورد هیچ‌گاه اثبات نشد و به نظر میرسد ساخته دولتمردان و پروپاگاندا جمهوری اسلامی است.